# المنخول
المنخول هو حي يقع في إمارة دبي في الإمارات العربية المتحدة  بلغ عدد سكان الحي (43,254) نسمة في العام 2023 بكثافة سكانية تعادل (22,065) فرد/كم² بحسب بيانات مركز دبي للإحصاء. تقع المنخول في غرب دبي، في منطقة بر دبي، وهي منطقة سكنية إلى حد كبير. ومع ذلك، توجد العديد من المطاعم والفنادق وشركات الخدمات المالية (مثل سيتي بنك وبنك الإمارات دبي الوطني) في المنخول. يمتد الطريق D 90 (شارع الشيخ صباح الأحمد الجابر الصباح) من الشمال إلى الجنوب عبر المنطقة، بينما يمر شارع خالد بن الوليد بشكل متعامد مع طريق المنخول. يشار أحيانًا إلى قسم شارع خالد بن الوليد القريب من المنخول باسم شارع البنوك من قبل المغتربين.

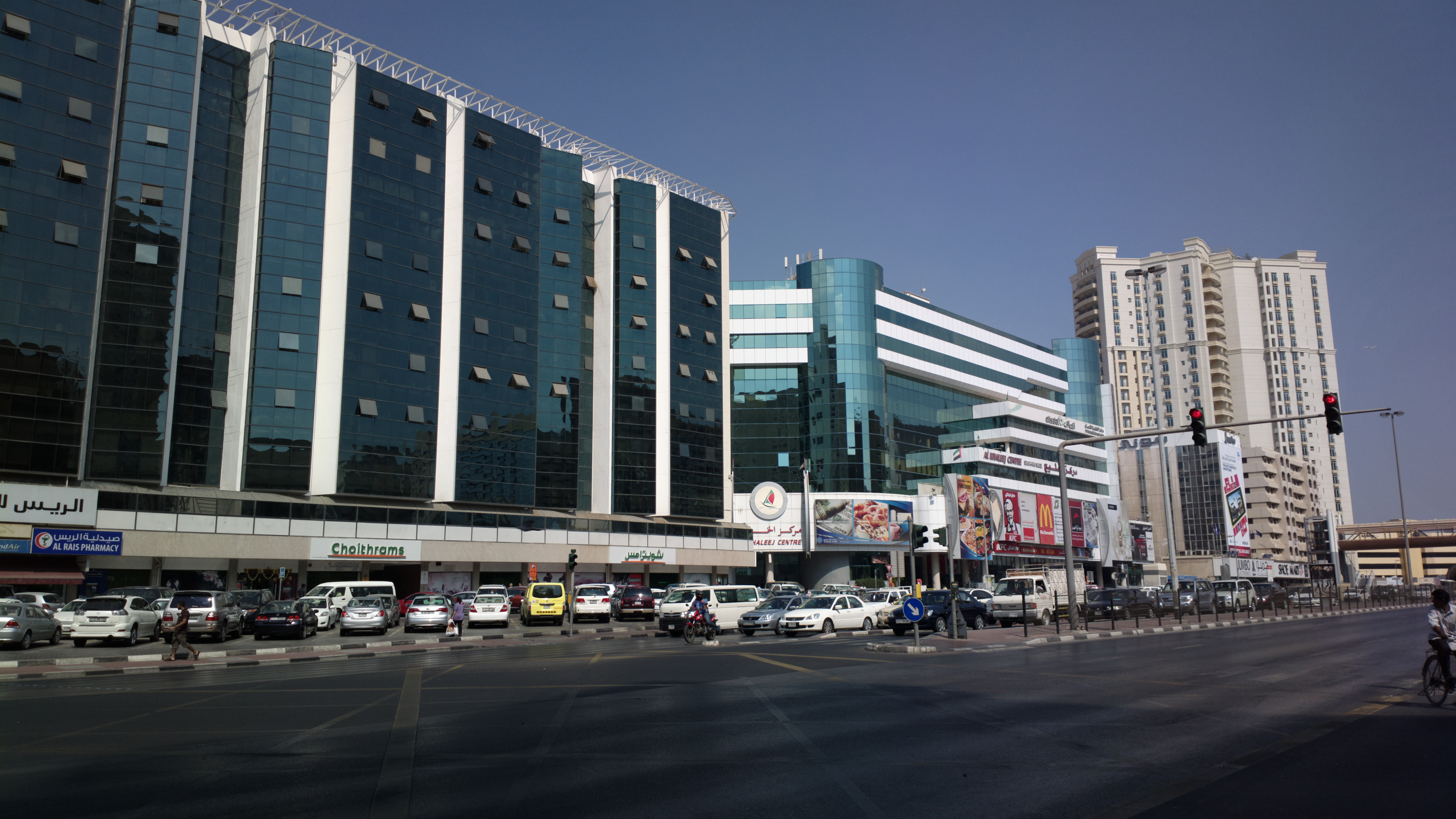
المنخول

ويتميز الحي بمجموعة من المولات المميزة والقريبة، مثل:
- برجمان مول
- مركز المصلى
- وافي مول دبي
- مركز الريس للتسوق
- مركز الخليج

ويحد المنخول من الشمال أم هرير، ومن الغرب الرفاع، ومن الشرق الكرامة، ومن الجنوب الجافلية، وتعتبر محطة مترو برجمان أقرب محطة مترو إلى المنطقة. تشمل المعالم الهامة في المنخول مركز المنخول لصحة المجتمع ومركز خدمة اتصالات بر دبي ومكتبة المنخول التابعة لمكتبات دبي العامة. وقد سميت المنطقة بالمنخول بسبب وجود شجر النخيل فيها والذي كان يتميز بطوله بالإضافة لوجود الماء العذب.